# Lygromma gasnieri
Lygromma gasnieri là một loài nhện trong họ Gnaphosidae.
Loài này thuộc chi Lygromma. Lygromma gasnieri được miêu tả năm 1993 bởi Antonio D. Brescovit & Höfer.